# Данъчно облагане във Великобритания
Данъчното облагане в Обединеното кралство включва облагането с данъци за най-малко 2 различни нива на управление – централното (Кралска агенция по приходи и мита – Her Majesty's Revenue and Customs) и местното (local government).
Приходите на централното управление идват главно от данък върху общия доход (income tax), националните осигурителни вноски (national insurance contributions), данък върху добавената стойност (value added tax), корпоративен данък (corporation tax) и акцизи (fuel duty).
Приходите на местното управление идват главно от субсидии от фондове на правителството, данък върху използването на недомашното имущество (business rates), общински данък (council tax) и все повече от глоби и такси, като тези от уличното паркиране (on-street parking).
Подоходният данък (данък върху общия доход) в Обединеното кралство е основният данък, събиран в полза на централното управление. Той е прогресивен, т.е. нараства с увеличаване на сумата на дохода.